# Альфред Гуделіус
Альфред Гуделіус (нім. Alfred Gudelius; 21 серпня 1906, Мюнстер — 25 березня 1944, Тернопіль) — німецький офіцер, оберст вермахту (1 березня 1944, посмертно заднім числом). Кавалер Лицарського хреста Залізного хреста.

## Біографія
25 жовтня 1925 року вступив у Вище училище земельної поліції в Мюнстері. З 1936 року — командир роти 39-го піхотного полку. Учасник Польської кампанії, командир роти 1-го данцигського піхотного полку. З листопада 1939 року — командир роти 14-го стрілецького полку 5-ї танкової дивізії. Учасник Французької і Балканської кампаній. З осені 1941 року брав участь у Німецько-радянській війні, командир 2-го батальйону свого полку. В березні 1942 року був поранений. Після одужання служив при начальникові відділу озброєнь ОКГ. В березні 1944 року призначений командиром 8-го танково-гренадерського полку 8-ї танкової дивізії і повернувся на Східний фронт. Загинув у бою. Місце поховання невідоме. Ім'я Гуделіуса внесене в реєстр німецького військового цвинтаря в Потеличі.

## Сім'я
В 1935 році одружився з Елізабет Шутте (1915–2011). В 1942 році в пари народився син Йобст, який став оберстом бундесверу.

## Нагороди
- Медаль «За вислугу років у Вермахті» 4-го і 3-го класу (12 років)
- Залізний хрест 2-го і 1-го класу
- Німецький хрест в золоті (13 листопада 1941) — за заслуги у битві за Москву. Гуделіус став першим кавалером Німецького хреста в золоті серед службовців 5-ї танкової дивізії.
- Сертифікат пошани (8 лютого 1942)
- Лицарський хрест Залізного хреста (10 лютого 1942)  — за заслуги у боях під Вязьмою. Гуделіус став третім кавалером Лицарського хреста Залізного хреста серед службовців 5-ї танкової дивізії.